# Abdurrahman Nureddin Paixà

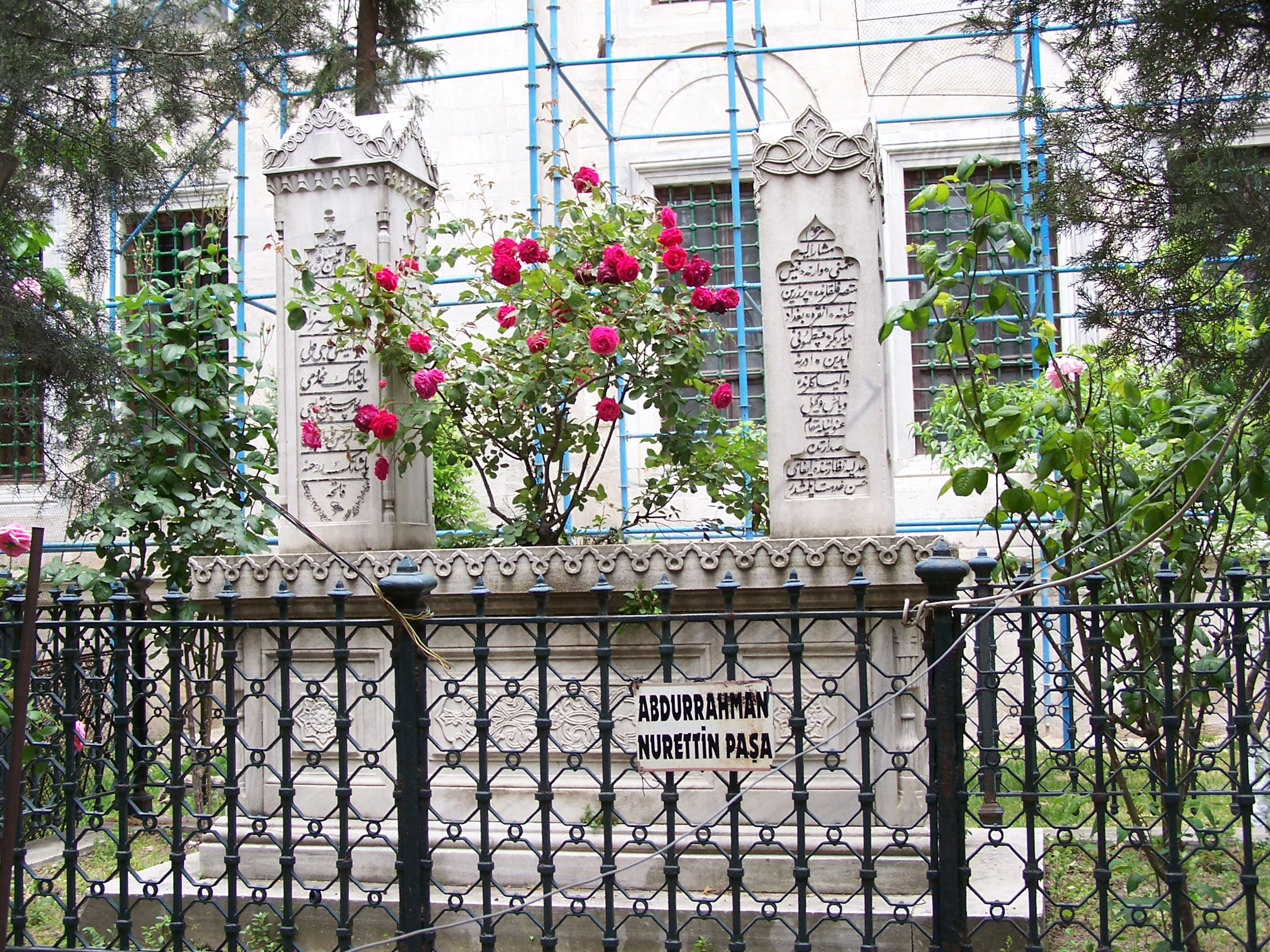
La seva tomba a Istanbul

Abdurrahman Nureddin Paixà o Abdurrahman Nureddin Paşa (Kütahya, 28 de març de 1836 - Istanbul, 7 d'agost de 1912 P. 24) fou un polític turc que va servir com el primer ministre de l'Imperi Otomà entre el 2 maig de 1882 i 12 de juliol del mateix any.
Nascut a Kütahya en temps otomans, ve de la família Germiyanoğulları i és fill de Kütahyalı Hacı Ali Paixà. Després de rebre una bona educació va tenir diversos càrrecs com mutasarrıf de Şumnu, Varna i Niş, i de governador d'Ankara, Baghdad (dues vegades), Diyarbakır i Kastamonu amb el títol i rang de ministre. També va ser Ministre de Justícia durant 12 anys.
A Kastamonu, on va ser governador durant nou anys, hi ha un liceu que porta el seu nom.